# Quintett
Quintett is een Franse stripreeks die begonnen is in augustus 2005 met Frank Giroud als schrijver Cyril Bonin en Giulio De Vita als tekenaars.

## Albums
Alle albums zijn uitgegeven door Dupuis
| Nummer | Titel                         | Schrijver(s) | Tekenaar(s)                         |
| ------ | ----------------------------- | ------------ | ----------------------------------- |
| 1      | Het verhaal van Dora Mars     | Frank Giroud | Cyril Bonin, Giulio De Vita         |
| 2      | Het verhaal van Alban Meric   | Frank Giroud | Paul Gillon, Guilio De Vita         |
| 3      | Het verhaal van Elias Cohen   | Frank Giroud | Steve Cuzor, Giulio De Vita         |
| 4      | Het verhaal van Nafsika Vasli | Frank Giroud | Jean-Charles Kraehn, Giulio De vita |
| 5      | De val                        | Frank Giroud | Giancarlo Alessandrini              |

### Buiten de reeks
| Nummer | Titel                  | Schrijver(s)               | Tekenaar               |
| ------ | ---------------------- | -------------------------- | ---------------------- |
| 1      | De heuvel der beloften | Frank Giroud, Luc Révillon | Giancarlo Alessandrini |